# Francisca Catharina van Thielen
Francisca Catharina van Thielen (Antwerpen, 1 oktober 1645 – na 29 juli 1681) was een Zuid-Nederlandse kunstschilder.
Ze was de dochter van de schilder Jan Philip van Thielen en Franziska de Hemelaer, en leerde het schildersvak van haar vader. Haar broer en zussen, Maria Theresia, Anna Maria en Philippus van Thielen, waren ook allen kunstschilders.
In 1662 trad zij toe tot het klooster van Muizen bij Mechelen. Ondanks haar kloosterleven bleef zij als schilder actief. In 1681 tekende zij een opdracht voor de vervaardiging van een altaar voor de kerk van de Ongeschoeide Karmelieten in Antwerpen. Er zijn echter geen voorbeelden van haar eigen werk bewaard gebleven.
- RKD-Nederlands Instituut voor Kunstgeschiedenis: 423237